# ايمانويل همر
ايمانويل همر (بالإنجليزية: Emanuel Hammer)‏ هو عالم نفس أمريكي، ولد في 15 أغسطس 1926، وتوفي في 18 مايو 2005.